# قلعه بثنه
قلعه بثنه (در عربی:  قلعة البثنة ) (به انگلیسی: Al Bithnah Fort) یکی از قلاع مشهور امارات متحده عربی است. قلعهٔ ایست با موقعیت بسیار عالی سوق الجیشی که برفراز تپه‌ای قرار دارد.

## تاریخ بناه قلعه
این قلعه در سال ۱۷۳۵ میلادی بنیان‌گذاری شده‌است.
روایت است که یکی از حاکمان وقت منطقهٔ فجیره این قلعه ساخته‌است ونگهبانانی در آن گماشته‌است که از منطقه در برابر دزدان ویاغیگران حمایت کنند. «قلعه بثنه» قلعه بثنه در ۱۳ کیلومتری مغرب شهر فجیره قرار دارد. ویکی از مهم‌ترین قلعه‌های منطقه شرقی دولت امارات متحده عربی است.
قلعهٔ مزبور در جنوب شرقی روستای بثنه و در قسمت شرقی وادی بثنه واقع شده‌است.

## آخرین نگهبان قلعه
پیر مردی ۱۲۰ ساله‌ای به نام سعید الحمر الیَماحی در این قلعه زندگی می‌کند، ایشان ادعا دارند که مدت ۴۰ سال است که در «قلعة البثنة» نگهبان هستند و از منطقه مخصوصاً از روستای «البثنة» در برابر دزدان ویاغیگران مدت چهل سال تا به امروز در قلعه مزبور پاس می‌دهند، (سعید الحمر الیَماحی) می‌گوید که ایشان از دوران حکم (حمد الشرقی) جد حاکم کنونی فجیره شیخ حمد بن محمد الشرقی در این قلعه پاسبان هستند.
قلعهٔ بثنه در ۲ کیلومتری سمت مشرق «روستای البثنة» فجیره به روی تپه‌ای در پایهٔ سلسله کوه حجر واقع می‌باشد.